# میشل-ژان سدن
میشل-ژان سدن (به فرانسوی: Michel-Jean Sedaine) نویسنده و نمایش‌نامه‌نویس قرن هجدهم میلادی اهل فرانسه است.